# Alexandr Grigorjevič Aruťunjan
Alexandr Grigorjevič Aruťunjan (rusky: Арутюнян Александр Григорьевич; arménsky: Ալեքսանդր Գրիգորի Հարությունյան) (23. září 1920 Jerevan – 28. března 2012 tamtéž) byl arménský hudební skladatel, klavírista a hudební pedagog. Národní umělec SSSR (1970) a laureát Stalinovy ceny prvního stupně (1949).

## Život
Narodil se v Jerevanu 23. září 1920. V letech 1934–1941 studoval na jerevanské konzervatoři hru na klavír u O. A. Babasjana a skladbu u S. V. Barchudarjana a V. G. Taljana. V letech 1942–1943 pokračoval ve studiu hry na klavír ve třídě K. N. Igumnova a v letech 1944–1946 studoval skladbu a kontrapunkt pod vedením Ch. S. Kušnareva. Studia dokončil v Domě arménské kultury v Moskvě.
Po dokončení studia vystupoval jako klavírista a interpret vlastních skladeb. V roce 1954 se stal šéfdirigentem Arménské filharmonie v Jerevanu. Filharmonii řídil až do roku 1990. V letech 1965–2008 vyučoval skladbu na Jerevanské konzervatoři. Profesorem byl jmenován roku 1977. Byl jedním z členů tzv. Arménské mocné hrstky.
Od roku 1939 byl členem Svazu skladatelů SSSR a členem vedení Svazu arménských skladatelů. Od roku 1975 byl také členem Svazu filmových umělců Arménské sovětské republiky. Byl často zván do porot mezinárodních hudebních soutěží.
Tvůrčí styl Aruťunjana vycházel z bohatého arménského hudebního dědictví a byl postaven na principech klasicismu a romantismu. To se týkalo nejen klasického střídání rychlých a pomalých částí, ale i návratu k formám klasických suit a koncertů. Velký význam v jeho díle měla tradice lidových arménských pěvců – ašugů, jejichž hudba byla založena na improvizaci. Aruťunjanova díla jsou naplněna citem, nostalgií a ironií. Jeho nejslavnějším dílem je Koncert pro trubku a orchestr z roku 1950. Spolu s Haydnovým a Hummelovým koncertem, je nejhranějším trumpetovým koncertem.
Zemřel 28. března 2012 v Jerevanu a byl tamtéž pochován v Panteonu Komitasova parku.

## Ocenění
- Stalinova cena prvního stupně (1949, za Kantátu o vlasti)
- Zasloužilý pracovník v umění Arménské SSR (1956)
- Řád rudého praporu práce (1956)
- Národní umělec Arménské SSR (1962)
- Národní umělec SSSR (1970)
- Státní cena Arménské SSR (1970, 1986)
- Zlatá medaile A.V. Aleksandrova (1976)
- Řád říjnové revoluce (1980)
- Chačaturjanova cena (1986)
- Medaile Movsese Chorenacii (1998)
- Řád svatého Mesropa Maštoca (2001)
- Řád sv. Saaka a sv. Mesropa (2004)
- Komitasova medaile (2008)
- Řád cti za vynikající výsledky v oblasti umění a kultury ke 20 výročí samostatnosti Arménské republiky (2011)

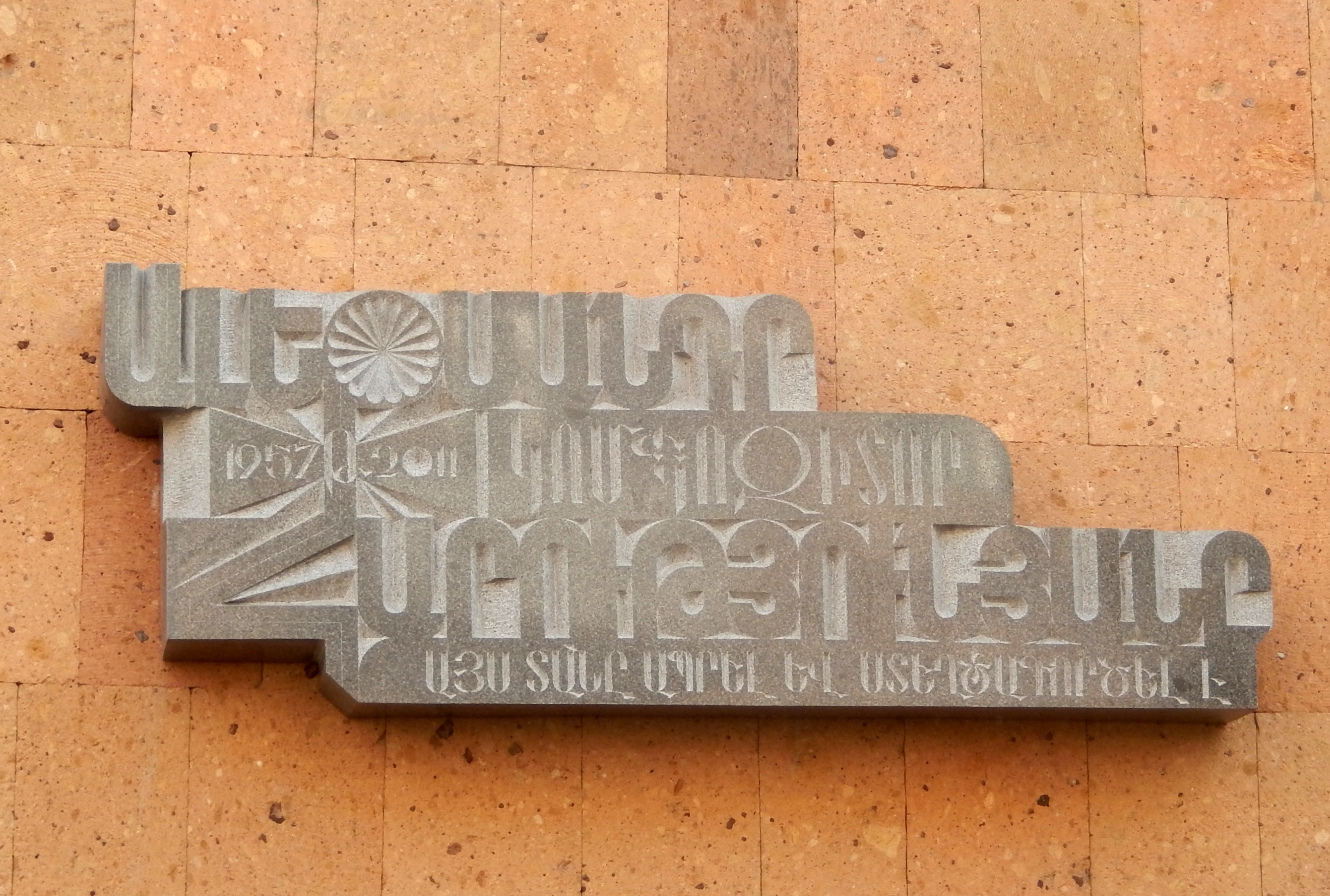
Pamětní deska v Jerevanu.

## Hlavní díla

### Orchestrální skladby
- Koncertní předehra (1944)
- Taneční suita (1952)
- Symfonie c-moll (1957, rev. 1980)
- Sinfonietta pro smyčcový orchestr (1966)

### Instrumentální koncerty
- Klavírní koncert (1941)
- Koncert pro trubku a orchestr (1950)
- Concertino pro klavír a orchestr (1951)
- Koncert pro lesní roh a orchestr (1962)
- Téma a variace pro trubku a orchestr (1973)
- Concertino pro violoncello a malý orchestr (1976)
- Koncert pro hoboj a orchestr (1977)
- Koncert pro flétnu a orchestr (1980, rev. 2009)
- Koncert pro housle a smyčcový orchestr „Armenia-88“ (1988)
- Koncert pro trombón a orchestr (1991)
- Koncert pro tubu a orchestr (1992)
- Elegie pro trubku a orchestr (2000)

### Vokální hudba
- Kantáta o vlasti (1948)
- Koncert pro soprán a orchestr (1950)
- Legenda arménského lidu, kantáta (1960)
- Sajat-Nowa, opera (1967)
- Óda na Lenina pro sbor a orchestr (1967)

### Komorní hudba
- Polyfonní sonáta pro klavír(1946)
- Smyčcový kvartet (1947)
- Koncertní scherzo pro trubku a klavír (1955)
- Sonatina pro klavír (1967)
- 6 nálad pro klavír (1976)
- Sonáta pro violu „Retro“ (1983)
- Arménské skici pro žesťový kvintet (1984)
- Sonáta-báseň pro housle a klavír (1985)
- Aria a scherzo pro trubku a klavír (1987)
- Suita pro hoboj, lesní roh a klavír (1998)

### Filmová hudba
- Призраки покидают вершины (1955)
- Сердце поет (1957)
- О моюм друге (1959)
- Воды поднимаются (1962)
- За час до рассвета (TV, 1973)
- Наапет (1977)